# 隣保館
隣保館（りんぽかん）とは、貧困・差別・教育の遅れ・環境問題などにより、他地区と比較して劣悪な問題を抱えるとされる地域（スラムや同和地区など）において、その対策を行える専門知識（教育学や法律に関する知識・社会福祉援助技術など）を持つ担当者が常駐し、当該地域住民に対し適切な援助を行う施設。日本では社会福祉事業法（2000年6月に社会福祉法に改正）に基づく第二種社会福祉事業を行う社会福祉施設として設置される。
日本国外の隣保館を指す場合は、セツルメント (英: settlement) と呼称される。日本では「セツルメント」の語はより広義に用いられ、専門家による一般市民への福祉的援助・指導を行う施設や社会運動を指す意味合いもある。

## 起源
世界初の隣保館はイギリスで産声を上げた。1870年代に同国の経済学者かつ歴史学者兼社会改良家で牧師でもあったアーノルド・トインビーが、スラム地区の労働者貧困の問題に対して「労働者を取り巻く制度・環境の改良・整備」や「下位の労働者階級への十分な教育の普及」および「教育による労働者らの意識の向上」を解決手段と位置づけ、それを行うための施設を提唱し設置を呼びかけたセツルメント運動が隣保館の源流である。セツルメント運動は様々な有識層の支援者を得て、トインビーの目的は果たされるかに見えた。
しかし、当のトインビーは1883年、志半ばにして31歳の若さで死去。その遺志を継いだスラム街の教会司祭であるサミュエル・バーネット (社会改良家)により、ついに1884年、世界最初のセツルメントである「トインビー・ホール」 が設立された。
その後、セツルメント運動は世界に広がりを見せた。特にアメリカにおいては、1886年にスタントン・コイトが、アメリカ初のセツルメントを設立。1889年には、女性活動家のジェーン・アダムスとその友人であるエレン・ゲイツ・スターにより、世界最大のセツルメント「ハルハウス」が誕生した。

## 日本

### 歴史
日本における最初の隣保館は、1897年（明治30年）に片山潜が、東京府東京市神田区三崎町1丁目12番地（現：東京都千代田区神田三崎町1丁目）の借家に設立した「キングスレー館」であるとされる。イギリスのキリスト教社会主義者であるチャールズ・キングスレーから名を取ったものであり、同館は翌1898年（明治31年）に東京府東京市神田区三崎町3丁目1番地（南横町）12番、現在の東京都千代田区三崎町2丁目3番地1号（現在は日本大学法学部本館が建つ。北緯35度41分59.3秒 東経139度45分15.6秒）に新築・移転し「琴具須玲館」の表札を掲げた（私立三崎町幼稚園、労働新聞社なども同地にあった）。当時の日本ではまだ国家による福祉事業の概念が存在しなかったため、この活動は個人による社会事業であった。
1920年代には東京帝国大学において、同大学教授の末弘厳太郎らが日本初の無料法律相談所として「東大セツルメント」を設立した（学生セツルメントも参照）。
第二次世界大戦後は、1971年に全国隣保館連絡協議会が結成された。

### 同和対策事業との関連
日本の隣保館は同和対策事業の一環として、地方」自治体が同和地区にコミュニティセンターとして設置した公共施設として存在するものが大多数である。同和問題（部落差別）の解消を主軸に人権啓発事業を行うほか、地域住民の生活上の各種相談事業などの活動を行う。
なお、大阪府など一部の地域では隣保館ではなく「解放会館」の名称が使われる。その他の名称して「人権文化センター」「人権のまちづくり館」「生活改善センター」などを用いる自治体もある。
設置する各自治体が情報公開条例などに基づき、他の公共施設と同様に所在地を公開していることも少なくない。しかしながら、施設の大半が同和地区内にあることから、建物の所在地を知るだけで該当地域が同和地区と判明し、部落差別を助長する恐れがあるとして公開が問題視されたこともある。

同和対策事業関連の法律失効と事業終了により役割を終えたとされ、同和対策事業整理の一環として地区外の住民も対象とした公共施設への転換が図られるケースも増加している。

### その他の用法
同和地区（被差別部落）と無関係な用語として、兵庫県では集落（自治会、区）の中に「隣保」という組織が存在する場合があり、その「隣保」の集会所を「隣保館」と呼ぶことがある。